# BitlBee
BitlBee — кроссплатформенный IRC‐сервер с открытым исходным кодом, выступающий в роли шлюза для мгновенного обмена сообщениями с другими типами сетей. Приложение является свободным программным обеспечением и распространяется под лицензией GNU General Public License.
Программа позволяет конечному пользователю общаться при помощи любого IRC-клиента в чат-сетях  AIM и ICQ (по протоколу OSCAR), .NET Messenger Service, Yahoo!, Jabber (XMPP) (в том числе Google Talk), Twitter и identica.  Пользователи сетей мгновенного обмена сообщениями появляются на специальных каналах, после чего с ними можно общаться как с обычными пользователями IRC-сети (как при помощи приватных сообщений, так и посредством хайлайтов). Конференции будут отображаться как обычные IRC-каналы.
Существует множество публичных серверов, но возможно установить BitlBee локально.
BitlBee работает на множестве операционных систем, включая Microsoft Windows, Mac OS X, Unix, Linux, BSD и AmigaOS.